# Vũ thần chính quyền
Vũ thần chính quyền (tiếng Hàn: 무신정권; Hanja: 武臣政權; Romaja: Musin Jeonggwon; McCune–Reischauer: Musin Jŏnggwŏn) là một giai đoạn trong lịch sử Cao Ly bắt đầu từ Cuộc đảo chính quân sự năm 1170 đến cuộc Khởi nghĩa Sambyeolcho năm 1270, khi Triều Tiên chính thức trở thành chư hầu của Đế quốc Mông Cổ. Trong giai đoạn này, vua Cao Ly chỉ là bù nhìn, quyền lực thực sự thuộc về của các võ quan nắm quyền.

## Danh sách các võ quan chấp chính
| Tên                           | Năm bắt đầu cầm quyền | Năm kết thúc | Thời gian cầm quyền | Quân chủ                                        | Ghi chú |
| ----------------------------- | --------------------- | ------------ | ------------------- | ----------------------------------------------- | --- |
| Lý Nghĩa Phương (1121 - 1275) | 1170                  | 1174         | 4 năm               | Nghị Tông Minh Tông                             | Một trong ba người đứng đầu cuộc đảo chính quân sự năm 1170 lật đổ chính quyền văn nhân, phế truất vua Nghị Tông, đưa Minh Tông lên làm vua bù nhìn. Bị Trịnh Trọng Phu giết và lật đổ.                                                                           |
| Trịnh Trọng Phu (1106 - 1179) | 1174                  | 1179         | 5 năm               | Minh Tông                                       | Một trong ba người đứng đầu cuộc đảo chính quân sự năm 1170; ra lệnh ám sát Lý Nghĩa Phương và cầm quyền. Bị Khánh Đại Thăng lật đổ. |
| Khánh Đại Thăng (1154 - 1183) | 1179                  | 1183         | 4 năm               | Minh Tông                                       | Cầm quyền sau khi tiêu diệt Trịnh Trọng Phu. Do có nhiều việc làm hợp lòng dân nên ông bị vua Minh Tông ghen ghét. Tuy cũng thuộc nhóm võ quan chấp chính nhưng nhờ những việc làm trên mà Khánh Đại Thăng không bị các sử gia Cao Ly coi là thành phần phản bội. |
| Lý Nghĩa Mẫn (? - 1196)       | 1183                  | 1196         | 13 năm              | Minh Tông                                       | Thuộc hạ của Lý Nghĩa Phương và Trịnh Trọng Phu, được vua Minh Tông bổ nhiệm sau khi Khánh Đại Thăng chết. Bị Thôi Trung Hiến lật đổ. |
| Thôi thị chính quyền          |                       |              |                     |                                                 | |
| Thôi Trung Hiến (1149 - 1219) | 1196                  | 1219         | 23 năm              | Minh Tông Thần Tông Hy Tông Khang Tông Cao Tông | Ám sát Lý Nghĩa Mẫn và kết thúc giai đoạn Hội đồng Võ quan cầm quyền. |
| Thôi Vũ (1166 - 1249)         | 1219                  | 1249         | 30 năm              | Cao Tông                                        | Con của Thôi Trung Hiến |
| Thôi Hằng (1209 - 1257)       | 1249                  | 1257         | 8 năm               | Cao Tông                                        | Con của Thôi Vũ |
| Thôi Nghị (1233 - 1258)       | 1257                  | 1258         | 1 năm               | Cao Tông                                        | Con của Thôi Hằng. Bị Kim Tuấn lật đổ và giết chết |
| Các chính quyền sau đó        |                       |              |                     |                                                 | |
| Kim Tuấn (? - 1268)           | 1258                  | 1268         | 10 năm              | Cao Tông Nguyên Tông                            | Ám sát Thôi Nghị. Bị Lâm Diễn ám sát |
| Lâm Diễn                      | 1268                  | 1270         | 2 năm               | Nguyên Tông                                     | Ám sát Kim Tuấn. Không thành công trong việc lập vua mới |
| Lâm Duy Mậu                   | 1270                  | 1270         | 1 năm               | Nguyên Tông                                     | Con của Lâm Diễn. Bị khởi nghĩa Sambyeolcho lật đổ. Kết thúc giai đoạn Vũ thần chính quyền. |